# Reynolds (Dakota del Nord)
Reynolds és una població dels Estats Units a l'estat de Dakota del Nord. Segons el cens del 2000 tenia 350 habitants.

## Demografia
Segons el cens del 2000, Reynolds tenia 350 habitants, 130 habitatges, i 95 famílies. La densitat de població era de 201,7 hab./km².
Dels 130 habitatges en un 39,2% hi vivien nens de menys de 18 anys, en un 69,2% hi vivien parelles casades, en un 0,8% dones solteres, i en un 26,2% no eren unitats familiars. En el 24,6% dels habitatges hi vivien persones soles el 15,4% de les quals corresponia a persones de 65 anys o més que vivien soles. El nombre mitjà de persones vivint en cada habitatge era de 2,69 i el nombre mitjà de persones que vivien en cada família era de 3,21.
Per edats la població es repartia de la següent manera: un 29,4% tenia menys de 18 anys, un 6,3% entre 18 i 24, un 32% entre 25 i 44, un 18,3% de 45 a 60 i un 14% 65 anys o més.
L'edat mediana era de 36 anys. Per cada 100 dones de 18 o més anys hi havia 99,2 homes.
La renda mediana per habitatge era de 48.750 $ i la renda mediana per família de 52.500 $. Els homes tenien una renda mediana de 32.500 $ mentre que les dones 21.500 $. La renda per capita de la població era de 17.019 $. Cap de les famílies i l'1,2% de la població estaven per davall del llindar de pobresa.

## Poblacions més properes
El següent diagrama mostra les poblacions més properes.